# Đại Nguyên Nghĩa
Đại Nguyên Nghĩa (mất năm 794, trị vì 793 – 794) là vị quốc vương thứ tư của Vương quốc Bột Hải.
Đại Nguyên Nghĩa (Dae Won-ui) là vương tử thứ 4 của Bột Hải Vũ Vương Đại Vũ Nghệ, người trị vì thứ hai của Bột Hải, và là em trai của vị quốc vương trước đó là Văn Vương Đại Khâm Mậu.

## Thời Bột Hải Vũ Vương
Đại Nguyên Nghĩa sinh ra vào khoảng cuối thời kỳ cai trị của vua Bột Hải Vũ Vương. Năm Nhân An thứ 14 (năm 732) Bột Hải Vũ Vương (cha của Đại Nguyên Nghĩa) cử một đoàn sứ giả Bột Hải đến triều đình nhà Đường yêu cầu vua Đường Huyền Tông xử tử Đại Môn Nghệ (chú của Đại Nguyên Nghĩa). Đáp lại, nhà Đường đã bí mật gửi Đại Môn Nghệ đến Trung Á trong khi thông báo cho Bột Hải Vũ Vương rằng em trai của ông ta đã bị đày đến miền nam nhà Đường. Tuy nhiên, sự thật của các sự kiện đã bị rò rỉ ra ngoài, khiến Bột Hải Vũ Vương vô cùng tức giận.
Sau đó Bột Hải Vũ Vương phái Trương Văn Hưu (장문휴, 張文休) dẫn hải quân Bột Hải đi tấn công Đăng Châu (nay là Yên Đài) thuộc bán đảo Sơn Đông nhà Đường cùng năm 732. Hải quân Bột Hải của Trương Văn Hưu đã giết chết quan thái thú nhà Đường ở bán đảo Sơn Đông là Vĩ Tuấn (偉俊), chiếm đóng Đăng Châu và tiếp tục đi đánh chiếm các thành trì nhà Đường khác ở Sơn Đông, bắt rất nhiều thủy thủ và thường dân nhà Đường giải về Bột Hải..
Một thời gian ngắn sau, Trương Văn Hưu cho rút quân chiến thuật ra khỏỉ thành Đăng Châu nhưng quân Bột Hải của Trương Văn Hưu vẫn còn chiếm đóng nhiều thành trì thuộc Sơn Đông nhà Đường.
Bột Hải Vũ Vương (cha của Đại Nguyên Nghĩa) thân chinh dẫn bộ binh Bột Hải tiến đến Mã Đô Sơn (馬都山) tại Du Quan của nhà Đường và tiến hành đánh chiếm nhiều quận huyện của nhà Đường gần đó. Bột Hải Vũ Vương cho quân đi cướp phá thị trấn Matoushan (phía tây bắc Sơn Hải quan ngày nay), và giết chết 10.000 binh lính nhà Đường. Quân Bột Hải còn đột kích và cướp bóc biên giới nhà Đường dọc theo Liêu Hà và bờ biển của Tiểu Cao Câu Ly ở bán đảo Liêu Đông cũng bị quân Bột Hải đột kích.
Cùng năm 732, tướng Đường là Cát Phúc Thuận đánh bại quân Bột Hải một trận lớn ở Sơn Đông khiến hải quân Bột Hải của Trương Văn Hưu phải rút khỏi Sơn Đông theo đường biển về nước.
Năm Nhân An thứ 15 (năm 733), vua Đường Huyền Tông lệnh cho Đại Môn Nghệ (大門藝, Dae Mun-ye, chú của Đại Nguyên Nghĩa) dẫn quân Đường tấn công vương quốc Bột Hải cùng với các lực lượng của nước Tân La (đời vua Tân La Thánh Đức Vương), song đã không thành công. Liên quân Đường - Tân La gặp tuyết lớn chặn mọi con đường. Bão tuyết đã giết chết một nửa trong số 100.000 quân Đường - Tân La nên buộc bọn họ phải lui quân. Bột Hải Vũ Vương (cha của Đại Nguyên Nghĩa) chớp thời cơ xua quân đánh tan liên quân Đường - Tân La. Đại Môn Nghệ theo quân Đường rút về nhà Đường. Bột Hải Vũ Vương tiếp tục cố giết em trai Đại Môn Nghệ của mình. Bột Hải Vũ Vương cử một thích khách đến Lạc Dương nhà Đường để ám sát Đại Môn Nghệ. Đại Môn Nghệ bị tấn công vào ban ngày gần cầu Tianjin bên ngoài hoàng cung Lạc Dương nhưng không hề hấn gì.
Năm Nhân An thứ 16 (năm 734), vua Tân La Thánh Đức Vương phái quân Tân La tấn công vương quốc Bột Hải của Bột Hải Vũ Vương nhưng bị Bột Hải Vũ Vương đánh bại. Sau đó Bột Hải Vũ Vương liên tục tấn công Tân La của vua Tân La Thánh Đức Vương từ năm 734 đến năm 735, đánh cho nước Tân La tan tác.
Bối cảnh bất lợi về chiến lược bắt đầu chuyển sang vương quốc Bột Hải vào năm 734 – 735, khi thủ lĩnh người Khiết Đan là Khả hãn Khuất Liệt, Khả hãn Lý Qua Chiết và Khả Đột Vu và đồng minh Hãn quốc Hậu Đột Quyết (các đời Bì Gia Khả hãn A Sử Na Mặc Cức Liên, Y Nhiên Khả hãn A Sử Na Y Nhiên) của Khả Đột Vu bị quân đội nhà Đường (đời vua Đường Huyền Tông) đánh bại. Ngoài ra, một lực lượng gồm 5.000 kỵ binh Khố Mạc Hề (Kumo Xi) đã đầu hàng nhà Đường. Sự thất bại của người Khiết Đan và người Đột Quyết trước nhà Đường, và sự phục tùng của Khố Mạc Hề với nhà Đường đã loại bỏ vùng đệm đã hình thành giữa vương quốc Bột Hải và nhà Đường. Cảm nhận được sự thay đổi trong diễn biến chiến lược, Bột Hải Vũ Vương (cha của Đại Nguyên Nghĩa) quyết định cầu hòa với nhà Đường. Hai nước Bột Hải và nhà Đường đã ký hòa ước, với điều kiện Bột Hải phải cống nạp cho nhà Đường.
Năm Nhân An thứ 19 (năm 737), các thủy thủ và thường dân nhà Đường bị giam giữ ở Bột Hải từ năm 732 được Bột Hải Vũ Vương cho hồi hương về lại nhà Đường (đời vua Đường Huyền Tông). Trong năm 737 Bột Hải Vũ Vương (Đại Vũ Nghệ, cha của Đại Nguyên Nghĩa) qua đời, hưởng thọ 55 tuổi. Con trai thứ ba của Bột Hải Vũ Vương là Đại Khâm Mậu (Dae Heummu, anh của Đại Nguyên Nghĩa) lên kế vị, tức là vua Bột Hải Văn Vương.

## Thời Bột Hải Văn Vương
Bột Hải Văn Vương (Đại Khâm Mậu, anh của Đại Nguyên Nghĩa) đổi niên hiệu Nhân An của Bột Hải Vũ Vương sang Đại Hưng (대흥 大興, Daeheung) cùng năm 737. Bột Hải Văn Vương đã mở rộng lãnh thổ của Bột Hải đến lưu vực Hắc Long Giang ở phía Bắc và khu vực phía Bắc của bán đảo Liêu Đông (nơi vương quốc Tiểu Cao Câu Ly đang cai trị) ở phía Nam.
Trong thời kỳ trị vì của Bột Hải Văn Vương, quan hệ ngoại giao với nhà Đường (đời vua Đường Huyền Tông) đã được thiết lập. Năm Đại Hưng thứ hai (năm 738), một đoàn sứ giả từ vương quốc Bột Hải đã yêu cầu nhà Đường (đời vua Đường Huyền Tông) thực hiện các quy tắc nghi lễ và lịch sử triều đại trong một cử chỉ mang tính biểu tượng hướng tới hòa bình giữa Bột Hải và nhà Đường. Đồng thời, rắc rối với Thổ Phiên ở phía tây đã buộc nhà Đường phải rút toàn bộ lực lượng quân sự khỏi mảnh đất Cao Câu Ly cũ và áp dụng thế phòng thủ trước Bột Hải (trước đó nhà Đường luôn áp dụng thế tấn công trước Bột Hải).
Bột Hải Văn Vương cũng cử nhiều du học sinh sang nhà Đường để học tập (giống như nước Tân La đang làm) và nhiều người thậm chí đã vượt qua kỳ thi khoa cử của Trung Quốc. mở rộng ảnh hưởng của Phật giáo và Nho giáo tại Bột Hải. Bột Hải đã tích cực tiếp nhận văn hóa và hệ thống chính trị của nhà Đường tại Trung Quốc. Các nghiên cứu khảo cổ về cách bố trí của các thành phố Bột Hải đã đưa ra kết luận rằng chúng có chức năng tương tự như các thành phố Cao Câu Ly, đồng thời cũng cho thấy Bột Hải có duy trì sự tương dồng văn hóa với nhà Đường sau khi được thành lập.
Bột Hải Văn Vương cũng củng cố quan hệ với Tân La (đời vua Tân La Hiếu Thành Vương, Tân La Cảnh Đức Vương, Tân La Huệ Cung Vương, Tân La Tuyên Đức Vương, Tân La Nguyên Thánh Vương), thế lực đã thống nhất bán đảo Triều Tiên phía nam Bột Hải. Trong thời kỳ trị vì của Bột Hải Văn Vương, Tân La đạo (Sillado), con đường giao thương buôn bán giữa Bột Hải với Tân La đã được thiết lập. Bột Hải Văn Vương giám sát sự phát triển của tuyến thương mại được gọi là Tân La đạo (Hangul: 신라도, Hanja: 新羅道) này.
Bột Hải cũng tăng cường ngoại giao và thương mại với Nhật Bản (đời Thiên hoàng Shōmu, Thiên hoàng Kōken, Thiên hoàng Junnin, Thiên hoàng Shōtoku, Thiên hoàng Kōnin, Thiên hoàng Kanmu) hòng gây sức ép với địch thủ Tân La ở mặt Nam. Bột Hải và Nhật Bản giữ vững quan hệ này trong suốt thời kỳ tồn tại của Bột Hải; và trong cả giai đoạn này, Bột Hải đã sai sứ giả sang Nhật Bản cả thảy 34 lần, trong khi Nhật Bản chỉ sai sứ giả sang Bột Hải có 13 lần.

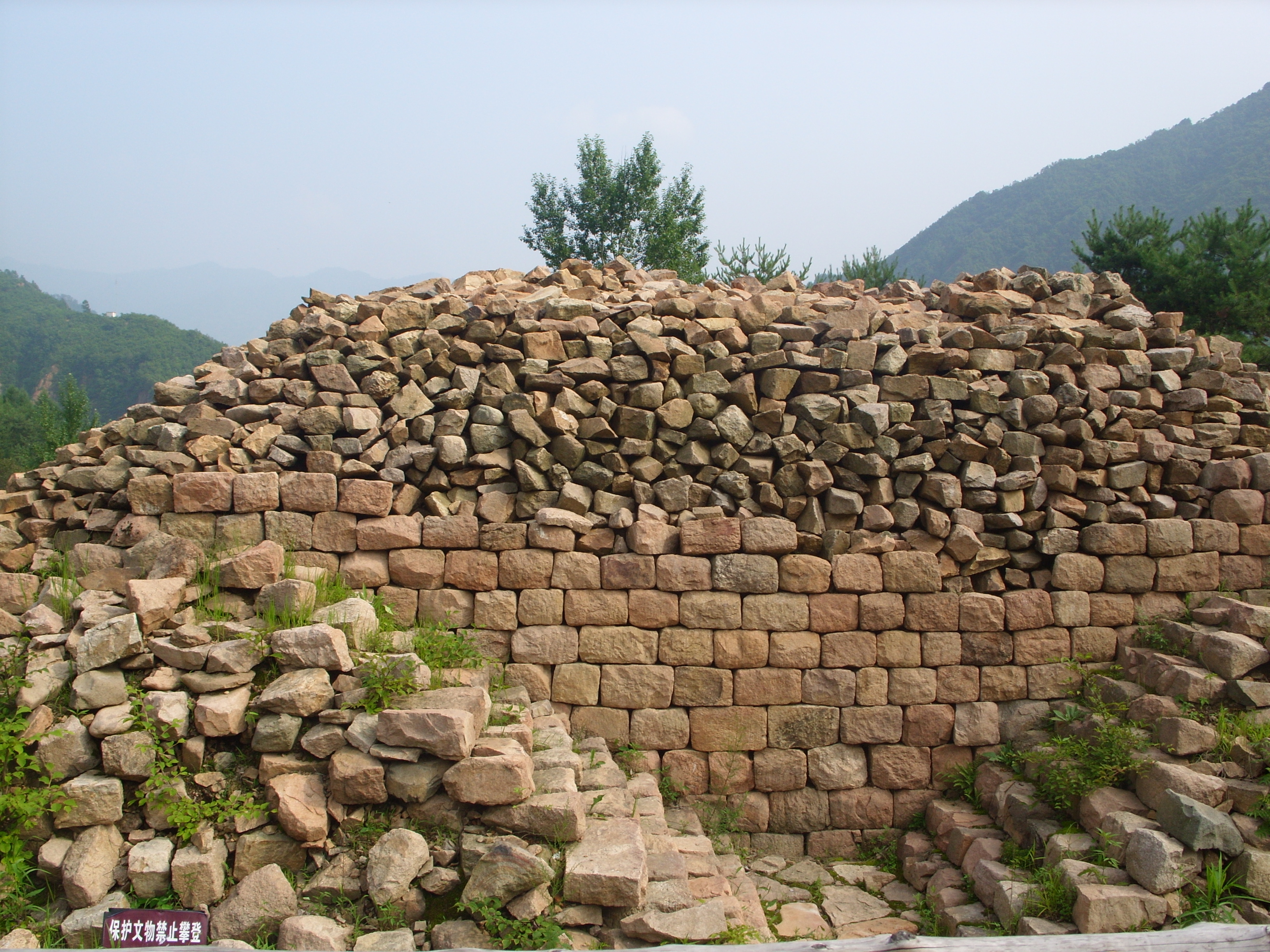
Di chỉ tháp canh của Hoàn Đô sơn thành, một thành trọng yếu của vương quốc Bột Hải, nay thuộc Tập An, Cát Lâm.

Bột Hải Văn Vương đã vài lần chuyển kinh đô của Bột Hải, ổn định và tăng cường quyền quản lý của triều đình trung ương với các bộ lạc thiểu số khác nhau trong vương quốc của mình. Năm Đại Hưng thứ 5 (năm 742) Bột Hải Văn Vương dời đô từ Đông Mưu (Dongmo) (nay là Đôn Hóa, phía nam Cát Lâm) sang Trung Kinh (nay là Hòa Long, Cát Lâm).
Năm Đại Hưng thứ 13 (năm 750), Bột Hải Văn Vương xuất quân chinh phạt bộ lạc Ngu Lâu Mạt Hạt và Việt Hỷ Mạt Hạt, buộc hai bộ lạc này trở thành chư hầu của vương quốc Bột Hải. Từ đó ba bộ lạc Thiết Lợi Mạt Hạt, Ngu Lâu Mạt Hạt và Việt Hỷ Mạt Hạt phải triều cống hàng năm cho vương quốc Bột Hải.

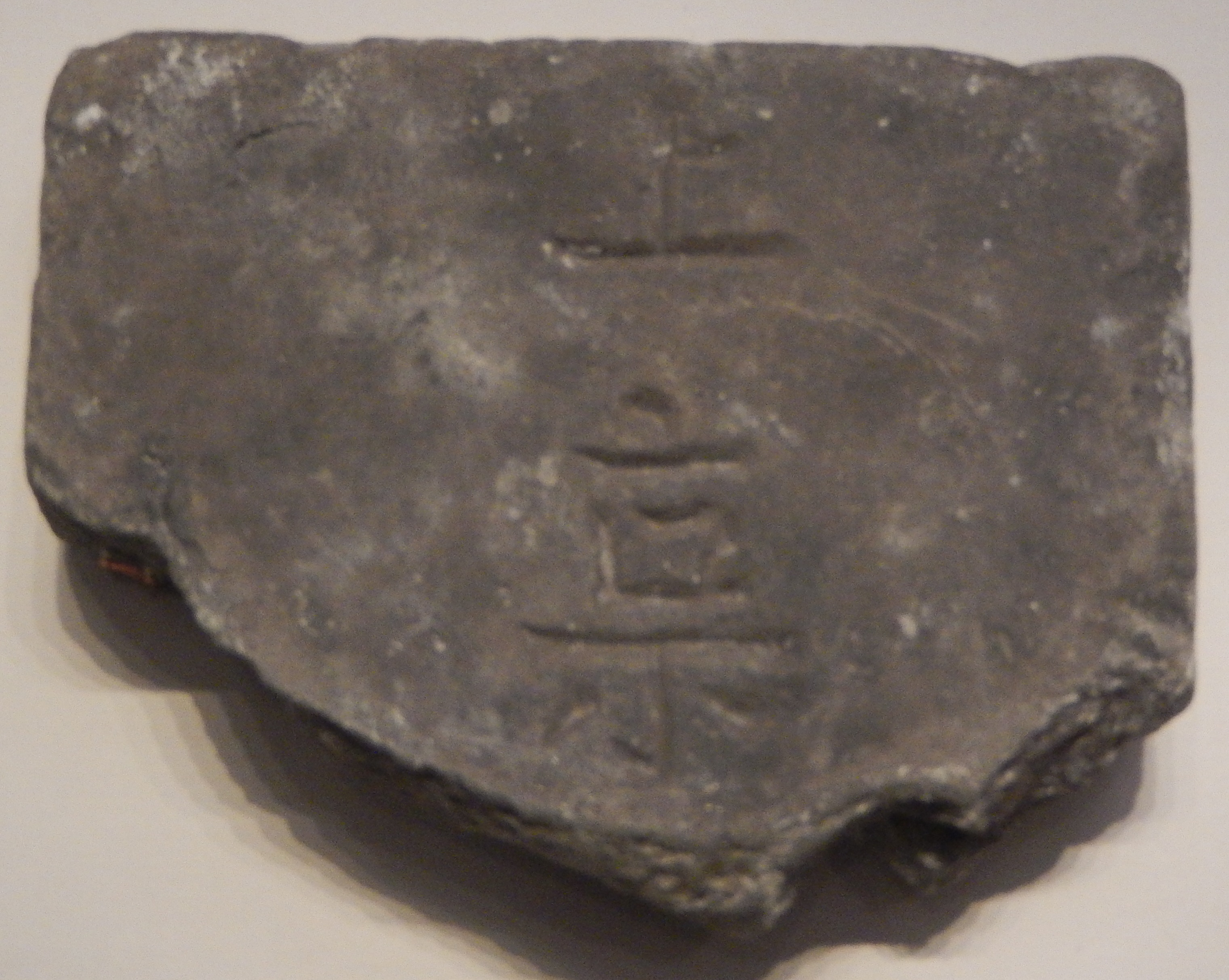
Mảnh gạch có khắc chữ shangjing 上京, "Thượng Kinh" của vương quốc Bột Hải, được trưng bày tại Bảo tàng Quốc gia Trung Quốc

Năm Đại Hưng thứ 18 (năm 755), Bột Hải Văn Vương (anh của Đại Nguyên Nghĩa) lập ra thành phố Thượng Kinh, một trong những kinh đô của Bột Hải, tọa lạc tại khu vực gần hồ Kính Bạc ở Nam phần của tỉnh Hắc Long Giang ngày nay.
Năm Đại Hưng thứ 19 (năm 756) Bột Hải Văn Vương đã cải cách chế độ thống trị và dời đô từ Trung Kinh (nay là Hòa Long, Cát Lâm) sang Thượng Kinh (nay là Ninh An, Hắc Long Giang).
Năm Đại Hưng thứ 20 (năm 757), nhân nhà Đường (đời vua Đường Túc Tông) đang có Loạn An Sử, Bột Hải Văn Vương phái quân Bột Hải đi đánh chiếm ba thành trì của nhà Đường ở An Đông đô hộ phủ.
Với hai lần Nhật Bản bị vua Tân La Cảnh Đức Vương xúc phạm vào năm 753 và năm 758, từ sau năm 758, Thiên hoàng Junnin của Nhật Bản yêu cầu vương quốc Bột Hải (đời Bột Hải Văn Vương) cùng họ tấn công Tân La. Bột Hải và Nhật Bản đã nhiều lần cho sứ giả đi lại với nhau trong những năm Đại Hưng thứ 22 (năm 759) đến năm Đại Hưng thứ 24 (năm 761) để lên kế hoạch cho cuộc tấn công vào Tân La.
Vua Tân La Cảnh Đức Vương có thể đã biết về những kế hoạch của Bột Hải và Nhật Bản muốn tấn công gọng kìm vào Tân La và đã chuẩn bị bằng cách xây dựng sáu lâu đài dọc theo biên giới với vương quốc Bột Hải vào năm Đại Hưng thứ 25 (năm 762). Bột Hải Văn Vương nhiều lần phái quân tấn công biên giới Tân La. Khu vực biên giới Bột Hải và Tân La đã đổi chủ nhiều lần nhưng những tổn thất không được mô tả trong lịch sử chính thức của Tân La, chỉ ghi ngày tháng khi một đội quân Tân La được gửi lên phía bắc. Nhật Bản (đời Thiên hoàng Junnin) đã chuẩn bị một hạm đội để xâm chiếm miền nam Tân La, tuy nhiên kế hoạch không bao giờ thành hiện thực.
Cũng trong năm Đại Hưng thứ 25 (năm 762) vua Đường Đại Tông công nhận Bột Hải là một vương quốc nhằm khiến cho ông ta đừng thừa cơ nhà Đường còn loạn An Sử mà xâm phạm biên cương. Bột Hải Văn Vương phái con trưởng là thế tử Đại Hoành Lâm (cháu trai của Đại Nguyên Nghĩa) đi sứ sang nhà Đường để đáp lễ với vua Đường Đại Tông.
Mặc dù nhà Đường công nhận Bột Hải Văn Vương (anh của Đại Nguyên Nghĩa) là "vương" năm 762, nhưng tại vương quốc Bột Hải, ông được gọi là Đại Hưng Bảo Lịch Hiếu Cảm Kim Luân Thánh Pháp Đại Vương (대흥보력효감금륜성법대왕, 大興寶曆孝感金輪聖法大王, Daeheung Boryeok Hyogam Geumryun Seongbeop Daewang), Khả Độc Phu (가독부, 可毒夫, Gadokbu), Thánh Vương (성왕, 聖王, Seongwang) và Cơ Hạ (기하, 基下, Giha), Một số sử gia Triều Tiên coi Bột Hải Văn Vương là Thiên tôn (天孫, 천손, Ch'ǒnson, con cháu của Trời) và là một hoàng đế. Người phối ngẫu của người cai trị Bột Hải cũng được gọi là hoàng hậu. Tuy nhiên nước Tân La (đời vua Tân La Cảnh Đức Vương) vẫn coi vương quốc Bột Hải là một chư hầu nổi loạn của Tân La dù Tân La có diện tích nhỏ hơn vương quốc Bột Hải.
Sau khi nhà Đường công nhận Bột Hải là một vương quốc vào năm 762, từ năm 762, các đoàn sứ giả Bột Hải đến Nhật Bản (đời Thiên hoàng Junnin) bắt đầu coi người cai trị Bột Hải là hậu duệ của Thiên đường, tức là Thiên tử (ý nói rằng các vua Bột Hải có địa vị ngang hàng với các hoàng đế nhà Đường). Các quan chức Nhật Bản đã chỉ trích những bức thư này, sửa đổi chúng và hạn chế các đoàn sứ giả từ Bột Hải đến Nhật Bản. Một văn bia hoàng gia và kinh Phật xác nhận danh hiệu Thiên tử cho người cai trị của Bột Hải.
Mối quan hệ song phương giữa nhà Đường và vương quốc Bột Hải ngày càng thân thiện. Từ năm Đại Hưng thứ 29 (năm 766) đến năm Bảo Lịch thứ 6 (năm 779), có 25 đoàn sứ giả từ vương quốc Bột Hải đến nhà Đường để bày tỏ sự tôn trọng của Bột Hải Văn Vương đối với vua Đường Đại Tông.
Năm Bảo Lịch thứ 3 (năm 776), hoàng hậu của Bột Hải Văn Vương là Hiếu Ý hoàng hậu (chị dâu của Đại Nguyên Nghĩa) qua đời.

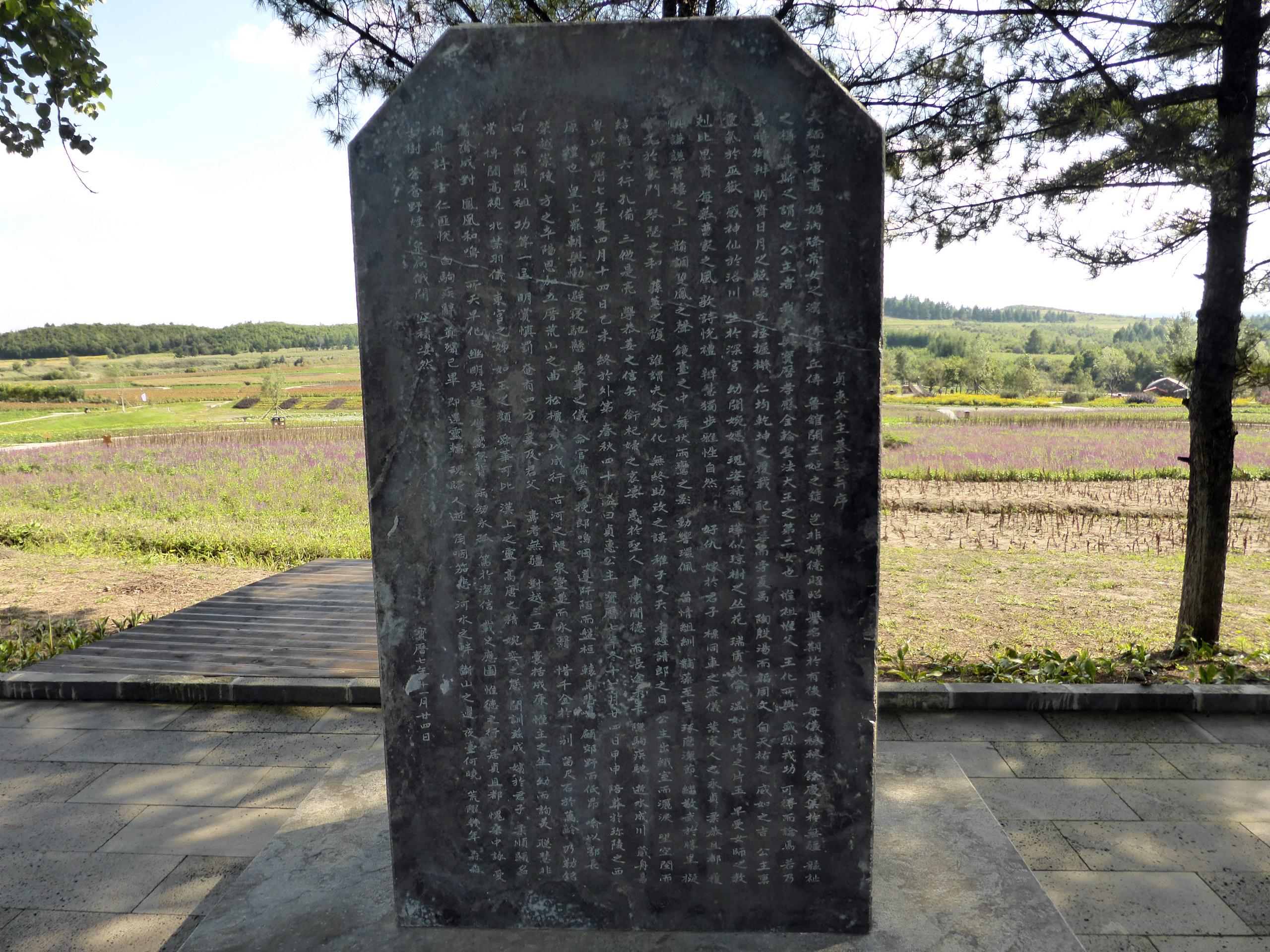
Bản sao văn bia của Trinh Huệ công chúa (737 - 777), con gái thứ 2 của vua Bột Hải Văn Vương (cai trị từ năm 737 đến năm 793)

Ngày 25 tháng 5 năm Bảo Lịch thứ 4 (năm 777), Nhị công chúa của Bột Hải Văn Vương là Trinh Huệ công chúa (cháu gái của Đại Nguyên Nghĩa) qua đời, hưởng thọ 40 tuổi. Theo bia mộ và văn bia, Trinh Huệ công chúa đã kết hôn và có ít nhất một người con trai, nhưng cả chồng và con trai đều chết trước cô. Trong thời gian để tang cô, Bột Hải Văn Vương được cho là rất đau buồn và không đi ra khỏi phòng dù là có công việc triều chính.
Năm Bảo Lịch thứ 7 (năm 780) di cốt của Trinh Huệ công chúa được chôn cất ở phía tây Trân Lăng (진릉, 珍陵), Seowon (서원, 西原), ngày nay được biết đến như một phần của Lăng mộ cổ tại núi Long Đầu, Cát Lâm, Trung Quốc, cùng với một tượng đài của Trinh Huệ công chúa được dựng lên ở cùng năm 780 đó. Bia mộ Nhị công chúa của Bột Hải Văn Vương là Trinh Huệ công chúa cũng đã được tìm thấy vào vào tháng 8 năm 1949.
Năm Bảo Lịch thứ 12 (năm 785) Bột Hải Văn Vương dời đô từ Thượng Kinh (nay là Ninh An, Hắc Long Giang) sang Đông Kinh (nay là Hồn Xuân, Cát Lâm).

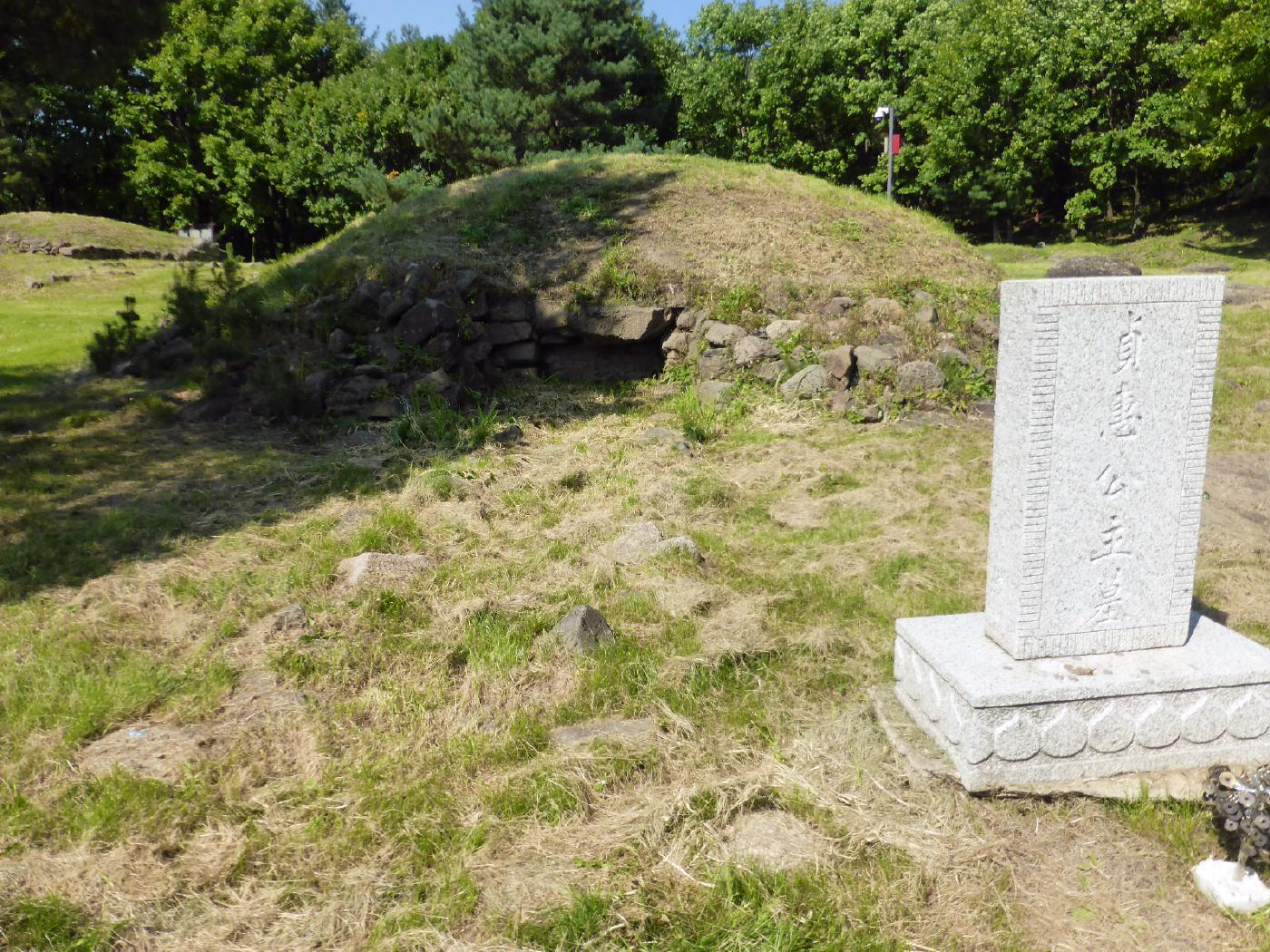
Ngôi mộ của Trinh Hiếu công chúa (757 - 792), con gái thứ 4 của vua Bột Hải Văn Vương (cai trị từ năm 737 đến năm 793)

Ngày 6 tháng 7 năm Đại Hưng thứ 45 (năm 792), Tứ công chúa của Bột Hải Văn Vương là Trinh Hiếu công chúa (cháu gái của Đại Nguyên Nghĩa) qua đời, hưởng thọ 35 tuổi. Cô được trao thụy hiệu là "Trinh Hiếu" vì cô ấy là người có đạo đức và hiếu thảo.
Năm Đại Hưng thứ 46 (năm 793) Bột Hải Văn Vương bắt đầu tiến hành việc dời đô từ Đông Kinh (nay là Hồn Xuân, Cát Lâm) về lại Thượng Kinh (nay là Ninh An, Hắc Long Giang). Theo sử sách Trung Quốc, Bột Hải có 5 kinh đô, 15 phủ, và 63 huyện.
Vào cuối thời đại của Bột Hải Văn Vương trong năm 793, các hoàng tử từ hoàng tộc Bột Hải (con cháu của Bột Hải Cao Vương, Bột Hải Vũ Vương và Bột Hải Văn Vương) đang làm lính canh tại triều đình nhà Đường của vua Đường Đức Tông theo ý muốn của họ. Hòa bình với nhà Đường cho phép vương quốc Bột Hải tiếp tục mở rộng lãnh thổ của mình.
Trước đó thế tử của Bột Hải Văn Vương là Đại Hoành Lâm (Dae Goeng-rim) đã chết, còn Nhị hoàng tử Đại Anh Tuấn, Tam hoàng tử Đại Trinh Oát và Tứ hoàng tử Đại Tung Lân đang làm lính canh ở nhà Đường (đời vua Đường Đức Tông) nên Bột Hải Văn Vương phải chọn em trai của ông ta là Đại Nguyên Nghĩa làm người kế vị của mình.
Trong năm Đại Hưng thứ 46 (năm 793), Bột Hải Văn Vương (anh của Đại Nguyên Nghĩa) qua đời khi việc dời đô chưa hoàn thành, hưởng thọ hơn 70 tuổi. Em trai ông ta là Đại Nguyên Nghĩa (khi đó đã hơn 60 tuổi) lên kế vị. Niên hiệu Đại Hưng của Bột Hải Văn Vương vẫn được ông sử dụng.

## Trị vì
Vua Đại Nguyên Nghĩa cho dừng việc dời đô từ Đông Kinh (nay là Hồn Xuân, Cát Lâm) về lại Thượng Kinh (nay là Ninh An, Hắc Long Giang). Ông tuyên bố đô thành của vương quốc Bột Hải vẫn tiếp tục ở Đông Kinh (nay là Hồn Xuân, Cát Lâm).
Tuy nhiên, khi bước lên ngai vàng vào năm 793, nhà vua đã bộc lộ là một kẻ đố kỵ và tâm tính hung dữ, tàn bạo hiếu sát. Những đại thần có tài trong triều đình Bột Hải đều bị vua Đại Nguyên Nghĩa (Dae Won-ui) đố kỵ. Đại Nguyên Nghĩa tiến hành vu oan cho bọn họ tội mưu phản và giết hại các đại thần đó. Ông còn tàn sát hết gia quyến của những đại thần đó.
Năm Đại Hưng thứ 47 (năm 794), vua Đại Nguyên Nghĩa bị những đại thần Bột Hải còn lại hợp mưu giết chết, hưởng thọ hơn 60 tuổi. Đích tôn của Bột Hải Văn Vương là Đại Hoa Dư (con của cố thế tử Đại Hoành Lâm) được chọn làm người kế vị, trở thành vua Bột Hải Thành Vương.